# À mort l'arbitre
Pour plus de détails, voir Fiche technique et Distribution.
À mort l'arbitre est un film français dramatique réalisé par Jean-Pierre Mocky, sorti en 1984. Il est l'adaptation du roman éponyme de l'écrivain britannique Alfred Draper, édité en 1972.
Le film suit un arbitre qui est poursuivi par une bande de supporters de l'équipe perdante.

## Synopsis
À l'approche d'un match de football important, un dispositif de police, dirigé par l'inspecteur Granowski, aidé par la jeune stagiaire Philippon, est mis en place pour éviter tout débordement. Les supporters des « jaune et noir », menés par Rico, le leader, arrivent au stade. Le match commence assez bien, lorsque l'arbitre, Maurice Bruno (dont la petite amie, Martine, journaliste, assiste à la rencontre dans les tribunes, à côté de Rico et de sa bande), siffle un penalty entraînant la défaite des « jaune et noir », et une bagarre entre les supporters des deux camps.
Tandis que les supporters vaincus attendent l'arbitre, Maurice et Martine parviennent à sortir du stade grâce au masseur-kinésithérapeute de l'équipe qui les fait sortir discrètement à bord d'un camion. 
Le couple arrive au studio de FR3 (l'actuelle France 3) local pour lequel Maurice participe à une table ronde concernant le football, quand Rico et sa bande arrivent dans une pizzeria et aperçoivent à la télévision celui qu'ils qualifient de « pourri », en la personne de Maurice, et décident de se rendre au studio pour trouver ce dernier.
L'arbitre et sa compagne arrivent à s'enfuir jusqu'au centre Saint-Sever afin d'échapper aux « excités du stade ». Alors que ses coéquipiers sont munis d'un signal d'alarme pour repérer où se trouve la bande, Rico, à l'insu de ses amis, tue involontairement Béru, chauffeur de bus et membre de la bande, qui ne s'est pas annoncé, et il fait endosser ce meurtre à l'arbitre.
Bien décidés à venger leur ami, Rico et sa bande saccagent l'entrée du stade afin de retrouver la trace de l'arbitre et de l'éliminer, ce qui les mène au domicile de Martine. 
Quand ils retrouvent le couple, la bande coupe le courant, décide d'entrer par tous les moyens, Rico attaquant la porte au chalumeau. Martine, après avoir appelé ses voisins à l'aide et blessé Rico à la main, réussit à s'enfuir de l'immeuble avec Maurice, qui a stoppé l'arrivée de deux de la bande, en escaladant l'immeuble.
Mais le lynchage ne s'arrête pas là : la sœur de Martine est attaquée puis sauvée par Maurice ; un des supporters, Albert, meurt des suites d'une chute après avoir compris que le responsable de la mort de Béru est Rico et non l'arbitre ; certains appartements sont saccagés, les voisins sont agressés. La poursuite continue dans une usine, où un vigile est roué de coups par la bande et où l'arbitre se débarrasse de deux supporters. 
Mais Rico les retrouve et les menace avec une hache. Granowski, qui a réussi à retrouver leur trace, arrive pour faire cesser le lynchage. Mayor, l'un des supporters, qui a pris un fusil, tire sur Maurice, refuse de se rendre à la police et se fait tuer par Granowski. Le couple, croyant être sauvé, s'enfuit en voiture, bientôt rattrapé par Rico et son bus qui les fait tomber au fond de la carrière d'un chantier en construction, la chute entraînant la mort du couple, sous les yeux de Granowski. 
Rico, fier de son exploit, déambule dans le chantier en montrant sa joie et en criant sa haine des autres. Mais Granowski le suit à bord de sa voiture.

## Fiche technique
- Titre : À mort l'arbitre
- Réalisation : Jean-Pierre Mocky
- Scénario : Jacques Dreux et Jean-Pierre Mocky d'après le roman The Death Penalty[1], d'Alfred Draper
- Producteur délégué : Raymond Danon
- Producteurs exécutifs : Daniel Deschamps, Maurice Illouz et Pierre Darçay
- Directeur de la photo: Edmond Richard
- Musique : Alain Chamfort d'après Gioachino Rossini
- Cascades : Daniel Vérité et Roland Neunreuther
- Ingénieurs du son : Luc Perini et Lucien Yvonnet
- Décors : René Loubet
- Costumes : Monique Tourret et Laurence Lévy
- Maquillage : Catherine Demesmeaker
- Montage : Catherine Renault et Jean-Pierre Mocky
- Sociétés de production : Lira-Eléphant, TF1 Films Production, RTZ Productions
- Distributeur d'origine : PlanFilm
- Box-office en France : 359 972 entrées[2]
- Pays :  France
- Langue : français
- Genre : Drame, thriller, comédie noire
- Durée : 82 minutes
- Date de sortie en salles : 22 février 1984 (France)
- Classification CNC : tous publics avec avertissement (visa d'exploitation no 57760 délivrée le 28 février 1984)[3]
- Affiche : Jouineau Bourduge (France)

## Distribution
- Michel Serrault : Rico
- Eddy Mitchell : Maurice Bruno, l'arbitre
- Carole Laure : Martine Vannier
- Claude Brosset : Albert
- Laurent Malet : Teddy
- Jean-Pierre Mocky : l'inspecteur Granowski
- Géraldine Danon : Cathy, la sœur de Martine
- Sophie Moyse : Philippon, la stagiaire de la police
- Nathalie Colas : Malou
- Dominique Zardi : un supporter
- Jean Abeillé :un supporter
- Jean Cherlian : le voisin
- Antoine Mayor : Mayor, un supporter
- Michel Stano : Alain
- Gaby Agoston : le téléspectateur
- Henri Attal : un locataire
- Jean-Marie Blanche : le présentateur
- Jean-Paul Bonnaire : le serveur
- Christian Chauvaud : un supporter
- Michel Degand : un supporter
- Olivier Hémon : un supporter
- Lisa Livane : la voisine
- Dominique Marcas : une spectatrice
- Pierre-Marcel Ondher : un locataire
- Hervé Pauchon : un supporter
- Emmanuel Pinda : un supporter
- Jean-Claude Romer : l'homme en fauteuil roulant
- Vincent Solignac : Béru, le chauffeur du bus des supporteurs
- François Toumarkine : un supporter

## Production

### Distribution
Jean-Pierre Mocky s'est donné le rôle de l'inspecteur Granowski. Ce n'est pas la première fois qu'il se donne un rôle dans l'une de ses réalisations (entre autres avec Solo, Un linceul n'a pas de poches, puis en 1982 avec Litan). Il signe une nouvelle collaboration avec Michel Serrault après Le Roi des bricoleurs en 1977.
Michel Serrault et Eddy Mitchell se retrouveront en 1991 dans Ville à vendre (réalisé par Mocky) et en 1995 dans Le bonheur est dans le pré.
Le club des supporters du F.C Rouen a fourni l'essentiel de la figuration.

### Tournage
Le film a été tourné sur le stade Robert-Diochon à Rouen en Seine-Maritime et les scènes de l'immeuble blockhaus de Martine, aux Espaces d'Abraxas, dans le quartier du Mont d'Est de Noisy-le-Grand.
Les scènes du centre commercial ont été tournées à Rouen (centre commercial Saint-Sever) et à Créteil dans le Val-de-Marne. Plusieurs scènes du film sont situées à Neuilly-sur-Marne dans l'usine de traitement d'eau potable du SEDIF, en particulier la scène de noyade d'un supporter dans un bassin de filtration. À cette occasion, des salariés de l'usine y font de la figuration. Le site choisi pour le studio de FR3 est, quant à lui, le bâtiment de traitement de l'eau par l'ozone de cette même usine (architecte Alexis Josic), qui peut éventuellement servir de lieu de réception. 
Dans la scène où l'arbitre et sa compagne sont dans l'appartement de cette dernière et que des voisins entendent les cris d'affolement de Martine (incarnée par Carole Laure), on peut entendre un titre d'Alain Chamfort, Rendez-vous, sorti l'année de tournage du film sur l'album Secrets glacés.
Jean-Pierre Mocky trouvant Laurent Malet trop beau pour incarner un des supporters, décida de l’affubler d’un corset pour le rendre plus proche de ses sombres compères.

### Bande originale
La bande son du film est composée par Alain Chamfort. Le titre Backdoor Man est interprété par Viktor Lazlo.

## Accueil
Lors de sa sortie en salles, À mort l'arbitre n'a pas rencontré le succès public espéré (359 972 entrées en France, dont 103 804 entrées à Paris), mais a reçu dans l'ensemble des critiques favorables, notamment au sujet de la prestation de Michel Serrault, que Jacques Morice, dans Télérama, trouve « impeccable en beauf teigneux, [faisant] froid dans le dos ». Il fallut attendre un succès tardif à la télévision, notamment grâce à une diffusion dans le cadre des Dossiers de l'écran en 1989 (après la tragédie de Hillsborough et le drame du Heysel), vue par 17 millions de spectateurs, pour qu'À mort l'arbitre devienne petit à petit un film culte du cinéma et un des classiques de Mocky.
Plus de vingt ans après sa sortie en salles, Samuel Douhaire dans Libération du 29 septembre 2006 décrit le film comme une « satire vraiment flippante – et toujours d’actualité – du fanatisme des supporteurs, qui confirme que, quand on lui en donne les moyens, Mocky est l’un des rares réalisateurs français capable d’exceller dans le registre casse-cou du fantastique social ».